# Stureplansgruppen
Stureplansgruppen Aktiebolag är en svensk koncern med ett antal restaurang- och nattklubbsverksamheter runt Stureplan i Stockholm som kärnverksamhet. Stureplansgruppen är en "upplevelsekoncern" och bedriver hotell-, evenemangs-, konferens- och restaurangverksamhet.
Verkställande direktör och huvudägare för Stureplansgruppen är Vimal Kovac, som 1996 köpte restaurangerna Spy Bar och Laroy, som han tidigare hade arrenderat ihop med två kompanjoner. Den kommersiella framgången för dessa krogar har senare lett till att Stureplansgruppen successivt har kunnat utökas. Stureplansgruppen är en av en handfull av företag som under början av 2000-talet har kommit att dominera krogvärlden i Stockholm.
Stureplansgruppen är Sveriges största privatägda nöjeskoncern med verksamheter i Stockholm, Göteborg, Åre och Visby. Idag finns inte bara nattklubbar i koncernen, utan flera av Sveriges mest hyllade restauranger, barer och hotell ingår också i portföljen. Några av dem är Chez Jolie, Nour*, Ekstedt*, L’Avventura, Bank Hotel (Small Luxury Hotels), Lucy’s Flower Shop, Röda Huset (The World’s 50 Best Bars 2023), Gamla Riksarkivet och Berns.
Stureplansgruppen omsätter 1,5 miljarder SEK. 